# Napoli Sotteranea

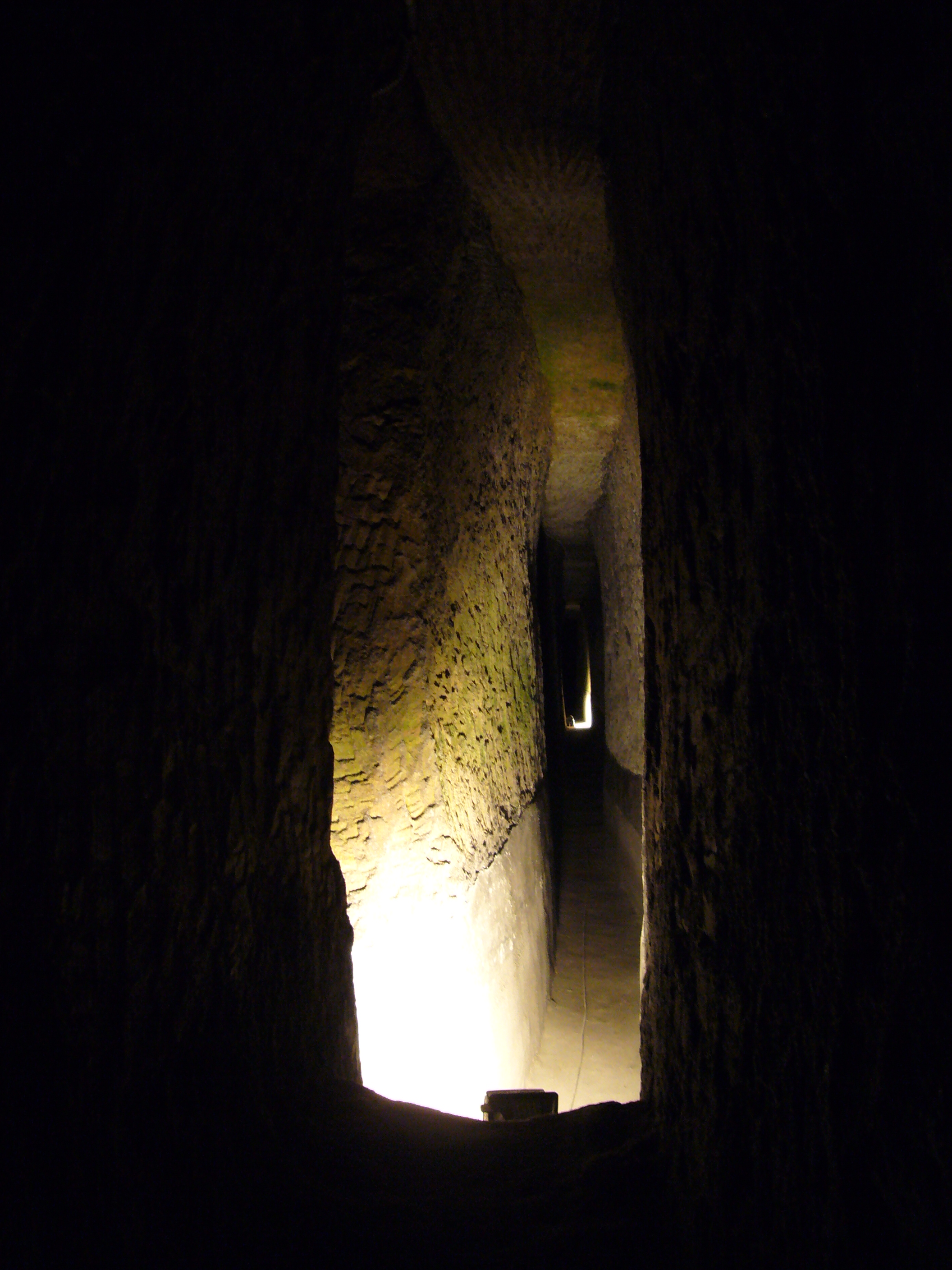
Nápoly alatti vízvezeték egy része

Napoli Sotteranea, azaz Föld alatti Nápoly a neve a város alatt húzódó barlangrendszernek, melyet egykori vízvezetékek, katakombák, alagutak együttese alkot. Kialakulását elsősorban a vidék geológiájának köszönheti, ugyanis a Vezúv és a Campi Flegrei vulkánjainak hamuja által létrehozott tufarétegekre települt, mely könnyen bányászható, de ugyanakkor ellenálló kőzet, így ideális építőanyag. 
A barlangrendszert a következők alkotják:
1. Vízvezetékek, csatornák
2. Földalatti víztározók
3. Elhagyott bányavájatok
4. Alagutak
5. Katakombák és ókeresztény hypogeumok
6. Közúti és vasúti alagutak

## Vízvezetékek
A legnagyobb és egyben legérdekesebb földalatti építmény Nápolyban az Augustus császár idején épült vízvezeték. A vezeték 170 km hosszú volt és a Serino folyó vizét szállította Beneventum (ma Benevento) és Neapolis (ma Nápoly) irányába. Nápolyt Capodimonte negyed környékén érte el, majd a Vomero és Posillipo dombokon keresztül az egykori Puteoliban (ma Pozzuoli) ért véget. A városban a vízellátás földalatti hálózaton keresztül történt. A második világháború során a vízvezetékeket menedékhelyként használták .
A nápolyi vízvezetékkel párhuzamosan a rómaiak két alagutat is építettek, hogy elkerüljék a Posillipoi-domb megkerülését, ezek nevei Grotto Seiano és Grotta di Cocceio.
Miután a 17. században a római vízvezetékek nem voltak képesek elegendő vízmennyiséget szállítani a városba, emiatt a város lakossága kénytelen volt újabb vízvezetéket kiépíteni. 

## Katakombák
A Capodimonte-domb lejtői alatt húzódnak a San Gennaro, San Severo és San Gaudioso katakombák, melyek Nápoly leginkább figyelemreméltó ókeresztény emlékei. Az 5. századtól kezdve, mikor ide temették a város védőszentjét Szent Januarius, fontos búcsújáróhely volt, mindaddig, amíg a szent ereklyéit áthelyezték a nápolyi dómba.

## Bourbon-alagút
1853-ban, II. Ferdinánd király elrendelte egy alagút építését a királyi palota és a Piazza Vittoria között. Elsősorban katonai célokra használták: ezen kerül lehetett biztosítani a palotát védő katonák utánpótlását, ugyanakkor esetleges lázadás esetén a királyi család számára menekülési útvonalat jelentett volna. Építését 1855-ben leállították, így teljes hosszában sohasem készült el.

## Közlekedési útvonalak
A római időkben a Nápoly és Pozzuoli közötti útvonal rövidítése érdékében a Posillipoi-domb alá egy alagutat vájtak, mely máig fennmaradt Crypta Neapolitana név alatt. Ennek két beugrójában található Vergilius illetve Leopardi síremléke. A 20. század elején ezen alagúttal párhuzamosan két másikat építettek a közúti forgalom könnyítése érdekében. Ugyanekkor készült el a város alatti vasúti alagút, amelyet ma a 2.-es metró illetve az állami vasúttársaság távolsági vonatai használnak. A Vomero-domb alatt a Circumflegrea vasúti szerelvényei három alagúton keresztül érik el a Montesanto állomást. Az 1.-es metró alagútja az 1990-es években készült el. Ma a városi metróhálózat bővítésén dolgoznak.
A látogatható rész a Piazza San Gaetanón keresztül közelíthető meg: látható egy Augustus császár korabeli vízvezeték, a Grotta di Cocceio és Grotto Seiano, melyeket a második világháború idején menhelyként használtak.